# Марковская (Пашинское сельское поселение)
 Марковская  — опустевшая деревня в Афанасьевском районе Кировской области в составе Пашинского сельского поселения.

## География
Расположена на расстоянии примерно 6 км на юг по прямой от райцентра поселка Афанасьево на правобережье реки Кама.

## История
Известна с 1727 года как деревня Марковых из 1 двора. В 1873 году учитывалась как деревня Марковская, состоящая из 18 дворов и 135 жителей, в 1905 (Марковы) 15 и 111, в 1926 (Марковская) 24 и 108, в 1989 22 жителя.  

## Население
Постоянное население составляло 46 человек (русские 100%) в 2002 году, 0 в 2010.